# Чиршкасы (Цивильский район)
Чиршкасы́ (чув. Чӑрӑшкасси) — деревня в Цивильском районе Чувашской Республики. Входит в состав Богатырёвского сельского поселения.

## География
Находится в северной части Чувашии на расстоянии приблизительно 12 км на запад-юго-запад по прямой от районного центра — города Цивильск, на левом берегу реки Малая Шатьма.

## История
Известна с 1795 года как деревня с 20 дворами. Число дворов и жителей: в 1858 году — 80 человек, в 1906 — 40 дворов, 211 человек, в 1926 — 50 дворов, 228 человек, в 1939 — 305 жителей, в 1979 — 172. В XIX — начале XX веков части нынешней деревни представляли собой околотки деревень Третья Янгильдина и Просто-Янгильдина (ныне не существуют). В 2002 году было 46 дворов, в 2010 — 29 домохозяйств. В период коллективизации был образован колхоз «Новая жизнь», в 2010 году действовал СХПК «Тиуши».

## Население
| 2010 | 2012 |
| ---- | ---- |
| 71   | ↗87  |

Постоянное население составляло 117 человек (чуваши 99 %) в 2002 году, 71 в 2010.